# Eckart Otto

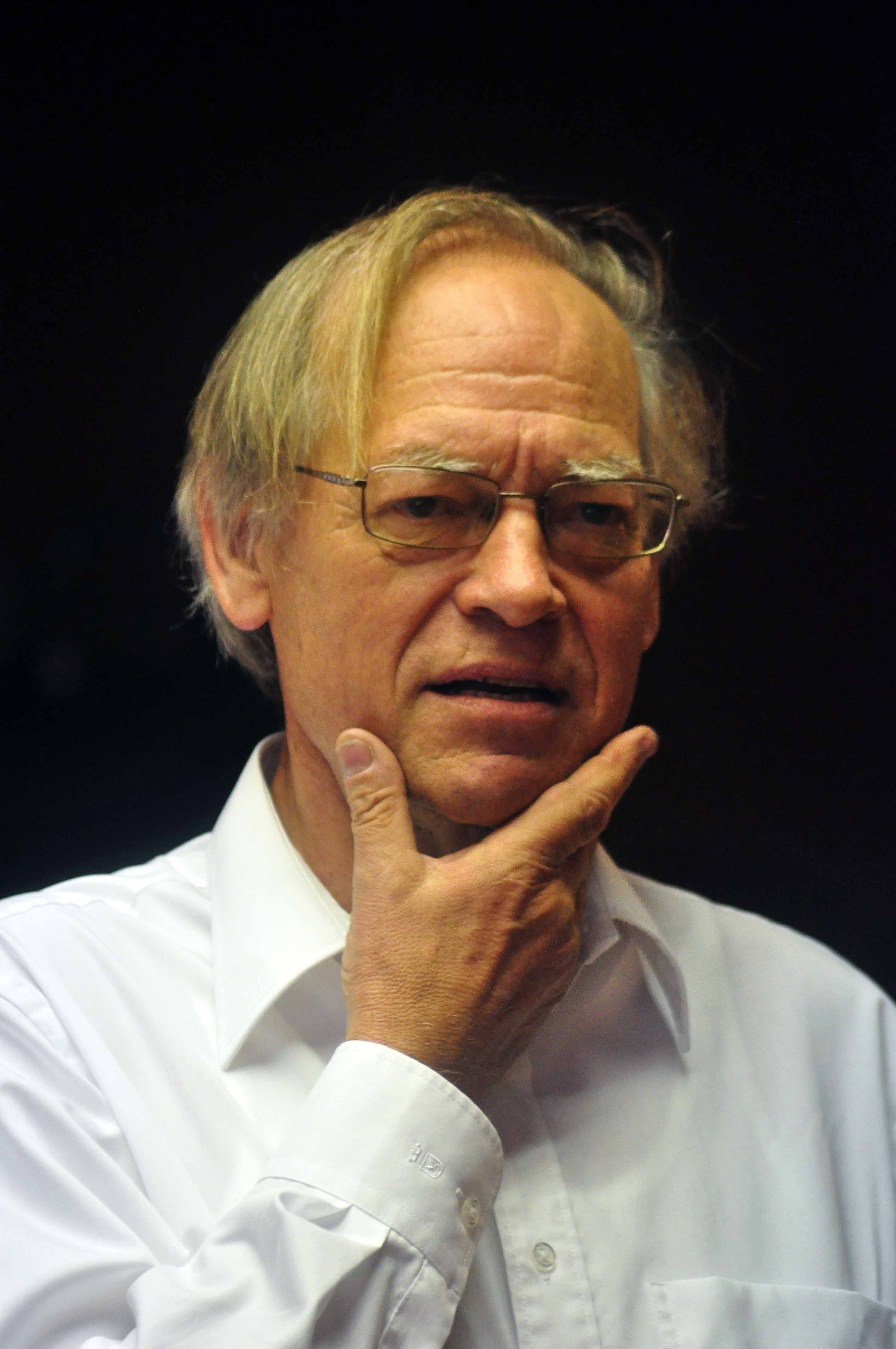
Eckart Otto, 2011

Eckart Otto (* 19. August 1944 in Hamburg-Blankenese) ist Professor emeritus für Altes Testament an der Evangelisch-Theologischen Fakultät der Ludwig-Maximilians-Universität München und Ehrenprofessor der Universität Pretoria.

## Werdegang
Eckart Otto wurde 1973 mit einer Arbeit über das Mazzotfest vom Fachbereich Theologie der Universität Hamburg zum Doktor der Theologie promoviert. 1975 wurde er als Wissenschaftlicher Assistent habilitiert und zum Privatdozenten ernannt. Von 1974 bis 1986 nahm er an Ausgrabungen im Libanon in Kamid el Loz und in Syrien in Tell Scheich Hamad teil. Von 1978 bis 1979 war Otto stellvertretender Direktor des Deutschen Evangelischen Instituts für Altertumswissenschaften des Heiligen Landes in Jerusalem. Von 1979 bis 1996 war er Professor für Altes Testament und Biblische Archäologie in Hamburg (1979–1985), Osnabrück (1986–1991) und Mainz (1991–1996), seit 1996 Ordinarius für Altes Testament an der Universität München und seit 2001 Honorary Professor an der Universität Pretoria (Südafrika), die ihm 2007 den Titel eines Ehrendoktors der Theologie für seine Verdienste in der Forschung verlieh. Von 1979 bis 1998 wer er Vertrauensdozent der Studienstiftung des Deutschen Volkes in Hamburg, Osnabrück, Mainz und München. 1983 wurde er als Pastor im Ehrenamt der Ev.-Lutherischen Nordkirche in Hamburg ordiniert. 1996 wurde er zum korrespondierenden Mitglied der Joachim-Jungius-Gesellschaft der Wissenschaften in Hamburg und 2002 zum Ehrenmitglied der Old Testament Society of Southern Africa gewählt. 2009 wurde er zum Mitglied der Akademie gemeinnütziger Wissenschaften zu Erfurt gewählt. 2021 wurde er zum Ordentlichen Mitglied der Europäischen Akademie der Wissenschaften und Künste in Salzburg gewählt. 2009 wurde er als Dekan der Fakultät emeritiert. Seitdem lehrt er an der Ludwig-Maximilians-Universität München, an der Hochschule für Philosophie in München und als Honorary Professor an der Universität Pretoria. 2014 hielt er die lectio magistralis des Wintersemesters am Päpstlichen Bibelinstitut in Rom. Die Society of Biblical Literature veranstaltete 2013 und 2018 Special Sessions zu Eckart Ottos Deuteronomiumskommentar auf dem International Meeting in Verbindung mit der European Association of Biblical Studies in Helsinki und dem SBL-Meeting in Boston und Denver/Col. in Verbindung mit der American Academy of Religion. Otto nahm zahlreiche Gastprofessuren wahr, so u. a. in Jerusalem, Stellenbosch, Pretoria, Innsbruck, Sibiu, und Lae (PNG).
2009 erschien zu seinen Ehren eine Festschrift unter dem Titel Gerechtigkeit und Recht zu üben (Gen 18,19). Studien zur altorientalischen und biblischen Rechtsgeschichte, zur Religionsgeschichte Israels und zur Religionssoziologie, an der Theologen, Altorientalisten, Juristen und Soziologen mitgewirkt haben. 2019 erschien der Band 25 der Zeitschrift für Altorientalische und Biblischen Rechtsgeschichte (ZAR) als Festschrift für Otto mit den Beiträgen der Sessions der Society of Biblical Literature in Helsinki und Denver zu seinem Deuteronomiumskommentar. 2020 erschien eine Festschrift für Eckart Otto und Jurie Le Roux als Band 41 der Zeitschrift Verbum et Ecclesia in Pretoria: Honouring the pioneers of ProPent (Projek vir die studie van die Pentateug): Eckart Otto and Jurie Le Roux.
Zu seinen Schülern und Assistenten zählen die Professoren Reinhard Achenbach (Universität Münster), Martin Arneth (Universität München), Jan Christian Gertz (Universität Heidelberg) und Bernard M. Levinson (University of Minnesota) sowie als Stipendiaten der Alexander-von-Humboldt-Stiftung die Professoren Michael Weigl (Wien), Simone Paganini (Aachen), Dominik Markl (Rom) und Bruce Wells (Philadelphia).

## Werke und Veröffentlichungen
Otto ist Autor zahlreicher Bücher und Aufsätze zur Exegese des Alten Testaments, Archäologie, altorientalischen und biblischen Rechtsgeschichte sowie zur Religionssoziologie und über Max Weber. Seine Werke werden ins Englische, Spanische, Italienische, Portugiesische, Ungarische, Estnische, Türkische und Japanische übersetzt. Er verfasste in der Reihe Herders Theologischer Kommentar zum Alten Testament eine Auslegung des Buches Deuteronomium, deren vier Bände 2012 bis 2017 erschienen sind.
Außerdem ist Otto Herausgeber und Mitherausgeber von Buchreihen und  Zeitschriften in Europa, Asien und Afrika, insbesondere zur antiken Rechtsgeschichte. 1995 gründete er die Zeitschrift für Altorientalische und Biblische Rechtsgeschichte (ZAR), 2000 die Monographienreihe der Beihefte zur Zeitschrift für Altorientalische und Biblische Rechtsgeschichte (BZAR) und 2008 die Monographienreihe der Kultur- und sozialwissenschaftlichen Studien / Studies in Cultural and Social Sciences (KSS). Er ist Herausgeber und Kommentator von Max Weber, „Die Wirtschaftsethik der Weltreligionen. Das antike Judentum“ als Band I/21.1–2 der Max-Weber-Gesamtausgabe.